# يانا فيسلا
يانا فيسلا (بالتشيكية: Jana Veselá)‏ مواليد 31 ديسمبر 1983 في براغ، هي لاعبة كرة سلة تشيكية. بدأت مسيرتها الاحترافية في سنة 2010. يبلغ طولها 6 قدم 4 بوصة (1.9 م). مثلت منتخب بلادها. شاركت في دورة الألعاب الأولمبية الصيفية سنة 2004. حققت المركز الثاني في بطولة كأس العالم لكرة السلة للسيدات 2010. فازت بلقب دوري المحترفات.

## المسيرة الاحترافية
لعبت مع روس كاسارس فالنسيا من سنة 2008 إلى 2012، ثم لعبت مع سياتل ستورم في سنة 2010، ثم لعبت مع نادي براها لكرة السلة في موسم 2014–2015.

## سجل المنافسة
شاركت في المنافسات التالية:
- الألعاب الأولمبية الصيفية 2004
- الألعاب الأولمبية الصيفية 2008
- الألعاب الأولمبية الصيفية 2012
- كأس العالم لكرة السلة للسيدات 2014

## الميداليات
| الميدالية | المسابقة                                 |
| --------- | ---------------------------------------- |
| فضية      | بطولة كأس العالم لكرة السلة للسيدات 2010 |

## روابط خارجية
- يانا فيسلا على موقع الاتحاد الدولي لكرة السلة (الإنجليزية)
- يانا فيسلا على موقع الاتحاد الوطني لكرة السلة النسائية (الإنجليزية)
- يانا فيسلا على موقع كرة السلة الأوروبية.كوم (الإنجليزية)
- يانا فيسلا على موقع بروبوليرز (الإنجليزية)
- يانا فيسلا على موقع سبورتس رفرنس (الإنجليزية)
- يانا فيسلا على موقع سبورتس رفرنس (الإنجليزية)
- يانا فيسلا على موقع أوليمبيديا (الإنجليزية)
- يانا فيسلا على موقع اللجنة الأولمبية التشيكية (التشيكية)